# 张伯驹

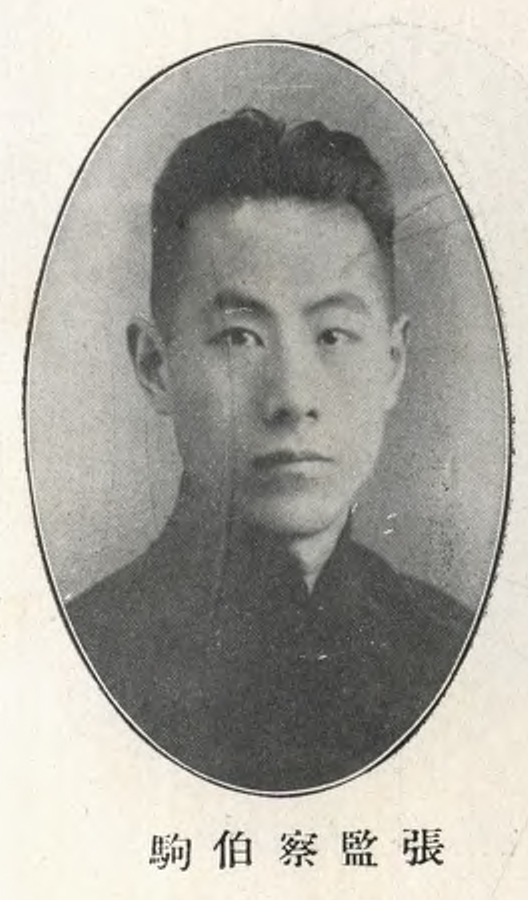
张伯驹

張伯駒（1898年3月14日—1982年2月26日） （页面存档备份，存于），本名家騏，字伯駒，以字行，別号叢碧，春遊主人，好好先生等，河南項城人，中國收藏家和書畫家、詩詞學家及京劇研究家。其生父為张锦芳（1872年–1942年），養父為清末直隶总督及河南都督张镇芳，表叔爲袁世凯。有人將其列為民國四公子/京城四少之一。

## 生平
张伯驹幼年过继给其伯父、民国初期河南都督张镇芳。十九岁（1916年）考入中央陆军混成模范团骑科，毕业后先后在军阀曹锟、吴佩孚、张作霖等部任职提调也就是秘书（但从未到任）。1924年，任陕西督军署参议。1926年退出军界，进入金融界。公务之余，常常写诗、填词，对戏剧和书法亦颇有研究，张伯驹曾任故宫博物院专门委员、北平市美术分会理事长、华北文法学院国文系教授等职。1935年後，兼任鹽業銀行上海分行經理，因此每週去一次上海。1941年6月，鹽業銀行襄理李祖萊勾結汪精衛政權76號特務吳四寶，在上海綁架张伯驹，勒索贖金200萬（一說200根金條）。张家請周佛海出面後，以20根金條放人。
1947年6月加入中国民主同盟，曾任民盟北平市临时工作委员会委员，积极投入北大学生会组织的反迫害、反饥饿運動。1957年，张伯驹被错划为右派。因受陈毅副总理的关照，出任吉林省博物馆第一副馆长。1967年，张伯驹被打成“现行反革命”，送往吉林舒兰县插队，遭公社拒收。老两口只能靠亲友接济勉强度日。1972年，周恩来總理得悉其狀況后指示，张伯驹被聘任为中央文史研究馆馆员。1980年中央文史馆为张伯驹平反，恢复名誉。

## 收藏
1946年初，在中国东北地区陆续发现一些故宫散失的书画。当时任故宫博物院专门委员的张伯驹即提出两项建议：一是所有溥仪“赏”溥杰单内者，不论真赝，统由故宫博物院作价收回；二是经过鉴定确为精品者，亦作价收回。张氏认为那1198件书画中，有价值的精品约四、五百件，按当时价格，不需太多经费，便可大部收回。但故宫博物院院长马衡只口头允诺并未着手进行，遂使许多名畫珍品落于商贾之手。
当时，琉璃厂玉池山房马巨川去东北最早，论文斋靳伯声继之。两人皆精于鉴别，有魄力。他们由东北收进许多碑帖字画，马巨川以一些赝品及平庸之作售与故宫博物院，真精之品则售与上海商人牟取重利；甚至勾结沪商，辗转出国。如唐代陈闳的绢本《八功图卷》，元代钱选《杨妃上马图卷》，均已流至国外。后来，这幅《游春图》又为马巨川所收，索价八百两黄金。张伯驹知道后，亟向马衡建议，此为国宝，应收归故宫博物院；甚至提出如院经费有困难，他愿意帮助周转。但马衡不应。张只好自己去和商人商量，最后以黄金二百二十两成交。是时张伯驹已收购了一些宋、元巨制，手头拮据，不得已，以所居房产付款，收回此图。在此之前，靳伯声收得范仲淹《道服赞卷》，后有文同的跋。当时张大千想收买过来，马衡知道，当即追索，靳故避之。最后由张伯驹变卖家产，将《道服赞卷》收购过来。
|                                                                        | 陆机《平复帖》是用四万大洋从溥心畬的手里买的。这个价钱算便宜的，因为溥心畬开口就要二十万大洋。买展子虔的《游春图》，是我（注：张伯驹）把公学胡同的一所宅院（据说是李莲英旧居）卖给辅仁（大学），再用美元换成二百二十两黄金，又让潘素变卖一件首饰，凑成二百四十两，从玉池山秀老板那里弄来的。那老板张口索要的黄金是八百两！《三希堂帖》、李白《上阳台帖》、唐寅《蜀官妓图》，当时老袁的庶务司长郭世五愿以二十万大洋卖我。我一时也搞不到这么个数目的钱，只好先付六万大洋的订金，忍痛把《三希堂帖》退给郭家。范仲淹手书《道服赞》是我用一百一十两黄金购来的。 |
| ——章诒和，《往事並不如煙》之<<君子之交——张伯驹夫妇与我父母交往之叠影>> | |

1956年，张伯驹和夫人潘素（1915年2月28日－1992年4月16日），将隋代展子虔《遊春圖》，陆机《平复帖》，李白《上阳台帖》，杜牧《赠张好好诗卷》，黄庭坚《诸上座帖》，吴琚《离家诗》，蔡襄《自书诗帖》，赵孟頫《章草千字文》等献给国家，当时的文化部长沈雁冰亲笔签发“褒奖状”，予以褒扬。

## 著作
- 《丛碧书画录》
- 《红毹纪梦诗注》
- 《续洪宪纪事诗补注》
- 《中国对联话》
- 《诗钟分咏》

## 延伸阅读
- 章诒和，往事并不如烟，人民文学出版社，2004年
- 章诒和，张伯驹的文革“交待”，炎黄春秋2013年第6期
- 张一虹，文革中我两次见到的张伯驹，炎黄春秋2013年第9期 （页面存档备份，存于）
- 任凤霞, 一代名士张伯驹：文化高原上的奇峰